# العلاقات الأرمينية الإكوادورية
العلاقات الأرمينية الإكوادورية هي العلاقات الثنائية التي تجمع بين أرمينيا والإكوادور.

## مقارنة بين البلدين
هذه مقارنة عامة ومرجعية للدولتين:
| وجه المقارنة                                              | أرمينيا                    | الإكوادور                      |
| --------------------------------------------------------- | -------------------------- | ------------------------------ |
| المساحة (كم2)                                             | 29.74 ألف                  | 283.56 ألف                     |
| عدد السكان (نسمة)                                         | 2.93 مليون                 | 16.62 مليون                    |
| الكثافة السكانية (ن./كم²)                                 | 98.52                      | 58.61                          |
| العاصمة                                                   | يريفان                     | كيتو                           |
| اللغة الرسمية                                             | لغة أرمنية                 | اللغة الإسبانية، كيشوا ‏، شوار ‏ |
| العملة                                                    | درام أرميني                | دولار أمريكي، سوكري إكوادوري   |
| الناتج المحلي الإجمالي (بليون دولار)                      | 11.54 مليار                | 103.06 مليار                   |
| الناتج المحلي الإجمالي (تعادل القوة الشرائية) بليون دولار | 25.41 مليار                | 185.24 مليار                   |
| الناتج المحلي الإجمالي الاسمي للفرد دولار أمريكي          | 3.49 ألف                   | 6.21 ألف                       |
| الناتج المحلي الإجمالي للفرد دولار أمريكي                 | 8.07 ألف                   | 11.37 ألف                      |
| مؤشر التنمية البشرية                                      | 0.743                      | 0.746                          |
| رمز المكالمات الدولي                                      | +374                       | +593                           |
| رمز الإنترنت                                              | .am، .հայ ‏                 | .ec                            |
| المنطقة الزمنية                                           | ت ع م+04:00، توقيت أرمينيا | 00                             |

## منظمات دولية مشتركة
يشترك البلدان في عضوية مجموعة من المنظمات الدولية، منها:
| علم المنظمة | اسم المنظمة                        | تاريخ انضمام أرمينيا | تاريخ انضمام الإكوادور |
| ----------- | ---------------------------------- | -------------------- | ---------------------- |
|             | مؤسسة التنمية الدولية              | 25 أغسطس 1993        | 7 نوفمبر 1961          |
|             | يونسكو                             | 9 يونيو 1992         | 22 يناير 1947          |
|             | وكالة ضمان الاستثمار متعدد الأطراف | 5 ديسمبر 1995        | 12 أبريل 1988          |
|             | الأمم المتحدة                      | 2 مارس 1992          | 21 ديسمبر 1945         |
|             | الفريق المعني برصد الأرض           | ?                    | ?                      |
|             | الاتحاد البريدي العالمي            | ?                    | ?                      |
|             | البنك الدولي للإنشاء والتعمير      | 16 سبتمبر 1992       | 28 ديسمبر 1945         |
|             | الاتحاد الدولي للاتصالات           | 30 يونيو 1992        | 17 أبريل 1920          |
|             | منظمة حظر الأسلحة الكيميائية       | ?                    | ?                      |
|             | مؤسسة التمويل الدولية              | 18 أبريل 1995        | 20 يوليو 1956          |
|             | منظمة التجارة العالمية             | 5 فبراير 2003        | ?                      |
|             | منظمة الشرطة الجنائية الدولية      | ?                    | ?                      |

## وصلات خارجية
- موقع وزارة الخارجية الأرمينية
- موقع وزارة الخارجية الإكوادورية